# Cyclocephala flora
Cyclocephala flora är en skalbaggsart som beskrevs av Gilbert John Arrow 1911. Cyclocephala flora ingår i släktet Cyclocephala och familjen Dynastidae. Inga underarter finns listade i Catalogue of Life.